# Michael Falkenmayer
Michael Falkenmayer (* 26. November 1982 in Boppard) ist ein ehemaliger deutscher Fußballspieler.

## Karriere
Der 1,83 m große Mittelfeldspieler begann seine Karriere 1996 bei der TuS Koblenz. Von 2002 bis 2005 spielte er beim 1. FSV Mainz 05, für den er acht Spiele in der 2. Fußball-Bundesliga bestritt, überwiegend jedoch in der Reserve zum Einsatz kam. Danach wechselte er für jeweils ein Jahr zu Eintracht Trier und zum FK Pirmasens.
Bei den Pirmasensern nahm er, nachdem seine Karriere infolge von vier Knieoperationen ins Stocken geraten war, einen neuen Anlauf und kam dort auf 31 Ligaspiele. Ab der Saison 2007/08 stand er beim Regionalligisten SC Pfullendorf unter Vertrag, für den er 163 Spiele absolvierte, in denen er elf Tore erzielte. Zur Saison 2011/12 ernannte ihn Trainer Kristijan Đorđević zum Kapitän des Vereins aus dem Linzgau.
Zur Saison 2013/14 kehrte Falkenmayer in das Regionalligateam des FSV Mainz 05 zurück. Mit der Mainzer Reserve stieg er aus der Regionalliga Südwest in die 3. Liga auf.
Im Oktober 2014 erlitt Falkenmeyer einen Adduktorenabriss und absolvierte seitdem kein Spiel mehr. Im Juni 2016 beendete er seine Karriere als Spieler.
Er war Assistenztrainer von Sandro Schwarz, von Achim Beierlorzer, von Jan-Moritz Lichte und zuletzt von Interimstrainer Jan Siewert bei der ersten Mannschaft von Mainz 05 tätig. Mit der Einstellung von Bo Svensson als Cheftrainer wurde Falkenmayer am 5. Januar 2021 vorläufig vom Verein freigestellt.